# ジョッキークラブスプリント
ジョッキークラブスプリント（ジョッキークラブスプリント、馬會短途錦標、Jockey Club Sprint）とは毎年11月中旬（第3日曜日）に中華人民共和国の香港にある沙田競馬場の芝1200メートルで行われる3歳以上の競馬の競走。香港スプリントの前哨戦として地元馬がよく使っているレースである。

## 概要
- 2002年に創設（当時はG3だった）。当時は直線1200メートルで行われた（2006年まで）。
- 2007年に右回り1200メートルに変更された。
- 2009年に外国馬が出走可能になった。
- 2010年国際G2に認定された。シンガポールのロケットマンが海外馬で初優勝。しかし地元のワンワールドが同時にロケットマンと並んでゴール板に入ったためそのまま同着優勝となった。

## 歴代優勝馬
| 回数   | 施行日         | 調教国・優勝馬                             | 日本語読み                | 性齢    | 勝時計  | 優勝騎手                  | 管理調教師         |
| ------ | -------------- | ------------------------------------------ | ------------------------- | ------- | ------- | ------------------------- | ------------------ |
| 第1回  | 2002年11月24日 | 更歡笑（All Thrills Too）                  | オールスリルズトゥー      | 騸5     | 0:56.7  | G.モッセ                  | D.ヘイズ           |
| 第2回  | 2003年11月22日 | 精英大師（Silent Witness）                 | サイレントウィットネス    | 騸4     | 0:56.3  | F.コーツィー              | A.クルーズ         |
| 第3回  | 2004年11月21日 | 精英大師（Silent Witness）                 | サイレントウィットネス    | 騸5     | 0:55.9  | F.コーツィー              | A.クルーズ         |
| 第4回  | 2005年11月20日 | 紅旗飛揚（Planet Ruler）                   | プラネットルーラー        | 騸6     | 0:56.4  | G.モッセ                  | 李易達             |
| 第5回  | 2006年11月19日 | 歩歩勇（Able Prince）                      | エイブルプリンス          | 騸6     | 0:56.2  | M.ヌネス                  | J.ムーア           |
| 第6回  | 2007年11月17日 | 蓮華生輝（Sacred Kingdom）                 | セイクリッドキングダム    | 騸4     | 1:07.5  | G.モッセ                  | 姚本輝             |
| 第7回  | 2008年11月17日 | 安畋（Enthused）                           | エンテューセド            | 騸5     | 1:08.20 | F.コーツィー              | J.サイズ           |
| 第8回  | 2009年11月25日 | 鳥語花香（Happy Zero）                     | ハッピーゼロ              | 騸5     | 1:09.18 | D.ビードマン              | J.ムーア           |
| 第9回  | 2010年11月21日 | 火箭人（Rocket Man） 同一世界（One World） | ロケットマン ワンワールド | 騸5 騸6 | 1:08.82 | F.コーツィー D.ビードマン | P. ショー J.サイズ |
| 第10回 | 2011年11月20日 | 小橋流水（Little Bridge）                  | リトルブリッジ            | 騸5     | 1:08.67 | G.モッセ                  | D.シャム           |
| 第11回 | 2012年11月18日 | 天久（Lucky Nine）                         | ラッキーナイン            | 騸5     | 1:08.83 | B.プレブル                | C.ファウンズ       |
| 第12回 | 2013年11月17日 | 一寶（Charles The Great）                  | チャールズザグレート      | 騸4     | 1:08.79 | D.ホワイト                | J.ムーア           |
| 第13回 | 2014年11月23日 | 幸福指數（Peniaphobia）                    | ペニアフォビア            | 騸3     | 1:08.08 | D.ホワイト                | A.クルーズ         |
| 第14回 | 2015年11月21日 | 大運財（Gold-Fun）                         | ゴールドファン            | 騸6     | 1:08.31 | C.スミヨン                | R.ギブソン         |
| 第15回 | 2016年11月20日 | 新力風（Not Listenin'tome）                | ノットリスニントゥーミ―   | 騸6     | 1:08.26 | H.ボウマン                | J.ムーア           |
| 第16回 | 2017年11月19日 | 紅衣醒神（Mr Stunning）                    | ミスタースタニング        | 騸5     | 1:09.33 | N.ローウィラー            | J.サイズ           |
| 第17回 | 2018年11月18日 | 旺蝦王（Hot King Prawn）                   | ホットキングプローン      | 騸4     | 1:08.59 | J.モレイラ                | J.サイズ           |
| 第18回 | 2019年11月17日 | 忠心勇士（Aethero）                        | エセロ                    | 騸3     | 1:07.58 | K.ティータン              | J.ムーア           |
| 第19回 | 2020年11月22日 | 旺蝦王（Hot King Prawn）                   | ホットキングプローン      | 騸6     | 1:08.00 | J.モレイラ                | J.サイズ           |
| 第20回 | 2021年11月21日 | 錶之未來（Lucky Patch）                    | ラッキーパッチ            | 騸5     | 1:07.98 | C.チャウ                  | K.ルイ             |
| 第21回 | 2022年11月20日 | 金鑽貴人（Lucky Sweynesse）                | ラッキースワイニーズ      | 騸4     | 1:07.55 | Z.パートン                | K.マン             |
| 第22回 | 2023年11月19日 | 金鑽貴人（Lucky Sweynesse）                | ラッキースワイニーズ      | 騸5     | 1:08.42 | Z.パートン                | K.マン             |
| 第23回 | 2024年11月17日 | 嘉應高昇（Ka Ying Rising）                 | カーインライジング        | 騸4     | 1:07.43 | Z.パートン                | D.ヘイズ           |